# Minardi PS03
A Minardi PS03 egy Formula–1-es versenyautó, amelyet a Minardi csapat tervezett és versenyeztetett a 2003-as Formula–1 világbajnokságban. Pilótái Justin Wilson és Jos Verstappen voltak, a szezon második felétől pedig az előbbi helyére beülő Nicolas Kiesa. A tesztpilóta Matteo Bobbi volt.

## Áttekintés
Az évet teljesen új versenyzőpárossal kezdte meg a csapat. Justin Wilson esetében az apja illetve a volt Formula–1-es pilóta Jonathan Palmer szerveztek gyűjtést, ugyanis 2002-ben azért nem tudott versenyezni, mert a magassága miatt nem fért be a Jordan autóiba. A támogatást látva a Minardi beleegyezett, hogy akkora autót épít, hogy neki is kényelmes legyen. Verstappen is fizetős pilóta volt, a versenyzők 2 millió fontot hoztak a csapat konyhájára. Az előző idényben a csapattal versenyző Anthony Davidson is esélyes volt az egyik ülésre, de nem tudta előteremteni a szükséges összeget.
A Minardi korábbi motorszállítója, az Asiatech csődöt jelentett, ezért már a 2002-es idényben elkezdtek tárgyalni a Ferrarival. Ők azonban túl sokat kértek, ezért a Cosworth egységeire esett a választás. Az előző idény végén a Michelin is otthagyta őket, mint gumiszállító, emiatt pedig a szezon eleji teszteken ki se tudták próbálni az új autót - Verstappen egy PS01-est vezetett, méghozzá a Formula-3000-ben használt Avon abroncsokkal. Csak 2003 február végén sikerült megállapodniuk a Bridgestone-nal, és gyorsan leszervezi egy tesztet a PS03-assal, éppen a szezonnnyitó ausztrál nagydíjra indulás előtti napon. Ezen késlekedések miatt lényegében csak a versenyhétvégén mutatták be az autót.
A 2003-as év igen nehéz volt a Minardi számára. Egyetlen pontot sem gyűjtöttek, és számtalanszor ki is estek, Justin Wilson sorozatban az idény első négy versenyén. Számára a magassága ismét gondot jelentett: a maláj nagydíjon átmenetileg lebénult a nyaka, mert a fejvédő HANS egység meglazult, a karja pedig nem fért el kényelmesen. Verstappen a kaotikus brazil nagydíjon pontokat szerezhetett volna, sőt a győzelemre is esélyes lehetett volna, ha nem csúszik ki ő is.
Az idény során a csapat tesztelte az Arrows A23-as autókat is, amelyeket frissen vásároltak meg, azzal a szándékkal, hogy esetleg versenyeztetnék azokat.
Júliusban Justin Wilson átigazolt a Jaguar csapatához, ezért a Minardi leigazolta a helyére Nicolas Kiesát. Ő sem szerzett egyetlen pontot sem, viszont minden futamán célba ért.
Az évet a csapat szinte tiszta feketében kezdte meg, a csapattulajdonos Paul Stoddart European Aviation cégének reklámjai voltak láthatóak rajtuk, valamint a Gazprom és a Superfund. A Gazprom még az osztrák nagydíj előtt kiszállt, a helyükre érkezett a Trust, amelynek köszönhetően a színek fekete-fehérre változtak.

## Eredmények
| Év   | Csapat                    | Motor         | Gumik | Pilóták        | 1   | 2   | 3   | 4   | 5   | 6   | 7   | 8   | 9   | 10  | 11  | 12  | 13  | 14  | 15  | 16  | Pontok | Helyezés |
| ---- | ------------------------- | ------------- | ----- | -------------- | --- | --- | --- | --- | --- | --- | --- | --- | --- | --- | --- | --- | --- | --- | --- | --- | ------ | -------- |
| 2003 | European Minardi Cosworth | Cosworth CR-3 | B     |                | AUS | MAL | BRA | SMR | ESP | AUT | MON | CAN | EUR | FRA | GBR | GER | HUN | ITA | USA | JPN | 0      | 10.      |
| 2003 | European Minardi Cosworth | Cosworth CR-3 | B     | Justin Wilson  | KI  | KI  | KI  | KI  | 11  | 13  | KI  | KI  | 13  | 14  | 16  |     |     |     |     |     | 0      | 10.      |
| 2003 | European Minardi Cosworth | Cosworth CR-3 | B     | Nicolas Kiesa  |     |     |     |     |     |     |     |     |     |     |     | 12  | 13  | 12  | 11  | 16  | 0      | 10.      |
| 2003 | European Minardi Cosworth | Cosworth CR-3 | B     | Jos Verstappen | 11  | 13  | KI  | KI  | 12  | KI  | KI  | 9   | 14  | 16  | 15  | KI  | 12  | KI  | 10  | 15  | 0      | 10.      |

† - nem fejezte be a futamot, de rangsorolták, mert teljesítette a versenytáv 90 százalékát